# 飯塚真規
飯塚 真規（いいづか まさのり、1975年3月12日 - ）は、日本の実業家。TKC創業者飯塚毅の孫で、同社代表取締役社長を務める。

## 人物・経歴
TKC創業者飯塚毅の孫で、栃木県宇都宮市出身。2000年立命館大学文学部哲学科卒業。2002年TKC入社。2010年取締役執行役員会計事務所事業部企業情報システム営業本部担当兼企業情報システム営業本部Gプロジェクト推進本部長。2012年取締役常務執行役員会計事務所事業部企業情報システム営業本部長。2014年代表取締役専務執行役員会計事務所事業部営業本部長。2016年代表取締役専務執行役員会計事務所事業部長。2019年代表取締役社長執行役員会計事務所事業部長、TKCカスタマーサポートサービス代表取締役社長。マーケティングの強化などを行い、会計事務所へのITシステムや、人的サービスの提供を進めた。また、日本における2019年コロナウイルス感染症の流行状況を受け、支援にあたるなどした。